# النويدرة

تعديل مصدري - تعديل

النويدرة هي إحدى حارات حي يريم بمدينة يريم أحد مدن محافظة إب، بلغ تعداد سكانها 438 نسمة حسب تعداد اليمن لعام 2004.